# Emigdio Tormo Moratalla
Emigdio Tormo Moratalla (n. Elche, Alicante, Comunidad Valenciana, España, 29 de marzo de 1967) es un político, comandante de líneas aéreas y abogado español.

## Biografía
Nació en la ciudad de Elche en el año 1967.
Licenciado en la carrera de Derecho, ha trabajado como abogado y como piloto de aviación comercia dentro la compañía aérea, Air Nostrum. 
Se inició en el mundo de la política como militante del Partido Popular de la Comunidad Valenciana (PPCV).
En las Elecciones municipales de España de 2003 fue elegido como Concejal del Ayuntamiento de Elche y en 2005 también pasó a ser el Portavoz del Grupo Municipal Popular. 
Tras las Elecciones municipales de 2007 volvió a ser reelegido como Concejal.
Al mismo tiempo fue director de la Agencia de Energía, que es un organismo dependiente de la Diputación Provincial de Alicante. 
Durante esa época, al ser el único concejal del PP que no firmó la querella contra el entonces alcalde socialista Alejandro Soler Mur, quedó enfrentado con la presidenta del PP en Elche, Mercedes Alonso García y en el mes de octubre de 2009 fue suspendido de militancia del partido. En 2012 el PPCV le levantó la suspensión de militancia, pero finalmente en mayo de 2013 se dio de baja de manera voluntaria para unirse a Ciudadanos (Cs), del cual pasó a ser líder en la Provincia de Alicante.
Tras las Elecciones a las Cortes Valencianas de 2015 fue elegido diputado como cabeza de lista de Ciudadanos por la circunscripción electoral de Alicante.
Dentro de las Cortes Valencianas ejerce como Presidente de la Comisión Parlamentaria de Agricultura, Ganadería y Pesca. 
En 2019 fue de número dos en las Elecciones a las Cortes Valencianas de 2019 por Alicante, revalidando su acta. Se especuló con la posibilidad de ser candidato a la Alcaldía de Elche, pero finalmente se optó por Eduardo García-Ontiveros.